# Еуджен Трика
Еуджен Трика (на румънски: Eugen Trică, собственото име се среща в България и като Еуген, правилното произношение и правопис е Еуджен) е румънски футболист, атакуващ полузащитник.

## Кариера
Юноша на Университатя Крайова Румъния от 1988, играе като атакуващ полузащитник, дебютира за първия състав през 1994. През 1998 е привлечен в Стяуа Букурещ Румъния, където играе до 2003. Със Стяуа печели шампионска титла през 2000/01 и суперкупата на Румъния през 2001. През лятото на 2003 преминава в Литекс и играе за ловчанлии два сезона, като през 2003/04 печели купа на България. През есента на 2005 е в израелския Макаби Тел Авив. През февруари 2006 преминава в ЦСКА. С ЦСКА печели купа на България през 2005/06 и суперкупата на България през 2006. За армейците играе до лятото на 2007, когато преминава в ЧФР Клуж Румъния, като печели шампионска титла и купа на Румъния през сезон 2007/08. През пролетта на 2009 играе в кипърския Анортозис, а след това отново се завръща в ЧФР Клуж, като печели суперкупата на Румъния през 2009. През сезон 2009/10 отново е в Университатя Крайова Румъния, а през следващия сезон 2010/11 е в Конкордия Румъния, като им помага да извоюват промоция в Първа лига за пръв път в историята на тима, след което се отказва от състезателна кариера.
Играе за младежкия национален отбор на Румъния като се превръща в един от най-използваните футболисти, но за мъжкия национален отбор на Румъния изиграва едва 4 мача.
След прекратяване на състезателната си кариера започва работа като Директор на футбола в У Крайова 1948 Румъния от 20 април до 2 май 2010, а от 3 до 8 май 2010 е временен старши треньор на тим. От 1 юли до 25 август 2011 е спортен директор на Конкордия Киажна Румъния. От 11 юни 2012 до 14 април 2013 води Ювентус Букурещ Румъния, а от 15 април 2013 е старши треньор на ЧФР Клуж Румъния като остава до 13 юни 2013. От 25 юни до 31 август 2013 поема Нахда Барелиас Ливан. В периода 4 септември 2013 до 4 февруари 2014 е треньор на УТА Арад Румъния, а след това отново е в Ювентус Букурещ Румъния от 12 май до 31 декември 2014. От 6 януари до 2 април 2015 за кратко отново води ЧФР Клуж Румъния. От 22 септември до 9 ноември 2015 е треньор и на Металул Решица Румъния. От 10 декември 2015 до 10 юли 2016 е помощник треньор в Итихад Саудитска Арабия, а от 23 юни 2017 до 30 юни 2018 е помощник треньор в Политехника Яши Румъния. Завръща се в ЧФР Клуж Румъния като скаут от 3 август 2018 до 20 януари 2019. От 20 януари до 4 юни 2019 поема като старши треньор Спортул Снагов Румъния, а от 30 май 2019 до 24 август 2020 се завръща начело на У Крайова 1948 Румъния. От 10 ноември 2020 до 5 февруари 2021 е старши треньор на Турис-Олтул Турну Магуреле Румъния, за да се завърне за трети път начело на У Крайова 1948 Румъния от 13 март до 24 май 2021. От 24 септември до 9 ноември 2021 е начело на Виторул Търгу Жиу Румъния. От 9 ноември до 11 декември 2021 е пак на кормилото на У Крайова 1948 Румъния. От 30 януари до 1 май 2022 води отново Виторул Търгу Жиу Румъния. От 1 юли 2022 е старши треньор на Металоглобус Букурещ Румъния. 